# Chamaeleo affinis
Chamaeleo affinis este o specie de cameleon din genul Chamaeleo, familia Chamaeleonidae, ordinul Squamata, descrisă de Rüppel 1845. Conform Catalogue of Life specia Chamaeleo affinis nu are subspecii cunoscute.